# Casuïstiek
Casuïstiek of casestudie is de behandeling van individuele gevallen (casussen) in een specifiek gebied.

## Toepassingen
Casuïstiek wordt onder andere toegepast in de moraalwetenschap, bij juridische en ethische discussies (dus over wet en ethiek). Het komt dan vaak neer op een vorm van kritiek op  principiële of op wetten gebaseerde standaard redenaties. Zo zal de casuïst bijvoorbeeld in bepaalde gevallen liegen - dat normaal gesproken altijd als onethisch wordt beschouwd -, toch als de beste keuze zien gezien de omstandigheden. Naarmate deze omstandigheden minder overeenkomen met die welke in het paradigmatische geval gelden, zou ook de behandeling van de casus in kwestie meer hiervan moeten afwijken. Bij de beoordeling van een geval van moord met voorbedachten rade zal de casuïst bijvoorbeeld in de eerste plaats kijken naar de omstandigheden waaronder dit is gebeurd en nagaan in hoeverre deze omstandigheden overeenkomen met die in het paradigmatische geval.
In de geneeskunde wordt bij het beoordelen van een individuele casus vaak gerefereerd aan de paradigmatische en propedeutische stellingen, die veelal worden afgeleid van het opgestelde case-report.
In de hermeneutisch-georiënteerde sociologie gelden methoden van casuïstiek, wanneer individuele gevallen worden geanalyseerd en geïnterpreteerd.